# Seattle SuperSonics
Los Seattle SuperSonics (en español, Supersónicos de Seattle), también conocidos como Sonics, fueron un equipo profesional de baloncesto de los Estados Unidos con sede en Seattle, Washington. Competían en la División Noroeste de la Conferencia Oeste de la National Basketball Association (NBA) y disputaban sus partidos como locales en el KeyArena.
El equipo fue fundado en 1967 y al finalizar la temporada 2007-08, la franquicia se mudó a Oklahoma City bajo un nombre diferente, guardando los derechos del nombre del equipo, el color y el logo para una futura franquicia en la ciudad. Intentaron recuperar el equipo en la temporada 2013-14 comprando los derechos de los Sacramento Kings, que se acabaron quedando en Sacramento.
De los cuatro grandes equipos profesionales de la ciudad, con los Seattle Seahawks de fútbol americano, los Seattle Mariners de béisbol y los Seattle Sounders de la MLS, los SuperSonics era el único que había conseguido hasta 2014 ganar un título a nivel nacional (el equipo hermano de la WNBA, las Seattle Storm, también lo consiguieron en una ocasión) hasta que el equipo de fútbol americano ganó el Superbowl en ese año.

## Pabellones
- KeyArena (1967-1978, 1985-1994, 1995-2008)
- Kingdome (1978-1985)
- Tacoma Dome (1994-1995) (durante la remodelación del KeyArena)

## Historia de la franquicia

### Los comienzos

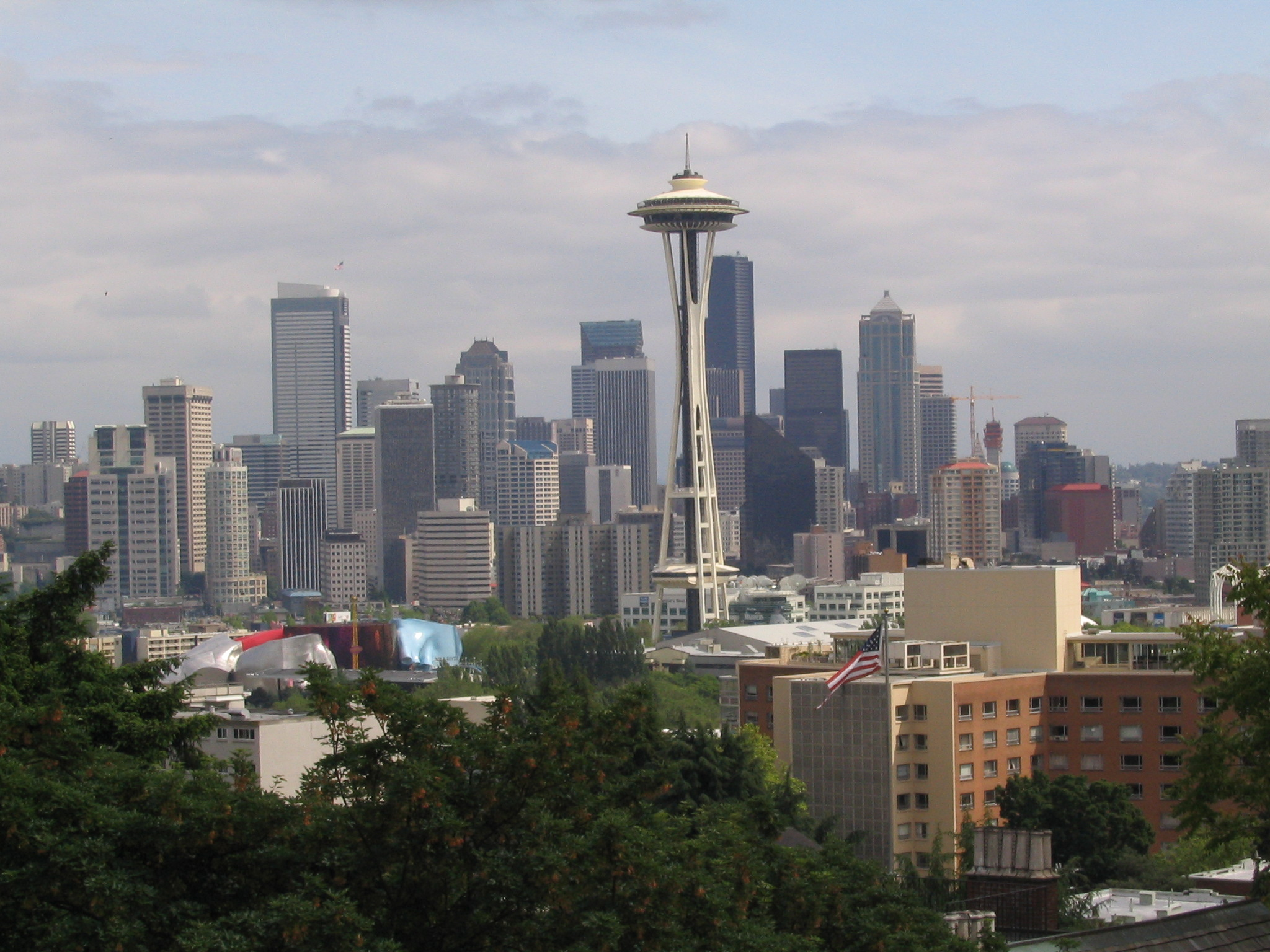
Desde 1967, Seattle poseía una franquicia NBA.

El 20 de diciembre de 1966, el empresario de Los Ángeles Sam Shulman, junto con Eugene V. Klein y un grupo de accionistas minoritarios, consiguieron una franquicia en la liga NBA para la ciudad de Seattle. Llamaron al equipo los Supersónicos debido al contrato que la ciudad había conseguido para la fabricación del Boeing 2707, primer avión supersónico de fabricación americana (finalmente cancelado). Fue la primera franquicia profesional de la ciudad del estado de Washington. Comenzaron a jugar en octubre de 1967, entrenados por Al Bianchi, y contando en el equipo con el base all star Walt Hazzard y los miembros del equipo ideal de rookies Bob Rule y Al Tucker. A pesar de ello, su primera temporada en la liga se consideró un fracaso, al terminar con 23 partidos ganados y 59 perdidos. En la temporada siguiente Hazzard fue traspasado a Atlanta Hawks a cambio del futuro miembro del Salón de la Fama Lenny Wilkens. Este jugador reforzó el juego de perímetro de los Sonics, promediando 22,4 puntos, 8,2 asistencias y 6,2 rebotes por partido en la temporada 1968-69. Rule, mientras tanto, mejoró ostensiblemente sus estadísticas de rookie, consiguiendo 24 puntos y 11,5 rebotes por partido. A pesar de ello, los Sonics solo ganaron 30 partidos en toda la temporada, y Bianchi fue reemplazado por Wilkens en el banquillo al terminar la misma.

### Los años 1970
Wilkens y Rule representaron a Seattle en el All-Star Game de 1970, y Wilkens lideró la NBA en asistencias en la temporada 1969-70. Sin embargo, a principios de la temporada siguiente Rule se lesionó de gravedad en su tendón de Aquiles, perdiéndose el resto de la misma. Wilkens fue nombrado ese año MVP del All Star, pero las mejores noticias para la franquicia vinieron por parte de su propietario, Sam Shulman, el cual, tras una dura batalla jurídica, se hizo con los servicios del Rookie del Año y MVP en la liga rival ABA, el gran Spencer Haywood. En la siguiente temporada por fin el número de victorias superó al de derrotas, con un récord de 47-35. en marzo tenían ya un récord de 46-27, pero las lesiones seguidas de 3 de sus titulares les llevaron a perder 8 de los últimos 9 partidos de la temporada regular, impidiéndoles llegar a los play-offs.
A comienzos de la temporada siguiente, Wilkens fue traspasado a Cleveland Cavaliers, en una decisión tremendamente impopular, y que hizo que terminaran la temporada con unos pobres 26 partidos ganados por 56 perdidos. Una de sus pocas alegrías ese año fue la inclusión de Haywood en el mejor quinteto de la NBA, tras promediar 29,2 puntos y 12,9 rebotes por partido. Al año siguiente fue contratado como entrenador el legendario Bill Russell, el cual llevó al equipo a disputar los play-offs por primera vez en su historia. Derrotaron a los Detroit Pistons en primera ronda, antes de caer con los que a la postre serían los campeones, los Golden State Warriors.
En la temporada 1975-76, Haywood fue traspasado a los Knicks, pero, a pesar de ello, consiguieron nuevamente alcanzar los play-offs, siendo derrotados por los Phoenix Suns en 6 partidos. Russell dejó el equipo en la temporada siguiente, y con su sustituto, Bob Hopkins, iniciaron la temporada de forma desastrosa, ganando solo 5 de sus 22 primeros partidos. Fue rápidamente sustituido por Lenny Wilkens, que regresaba al equipo, cambiando por completo su trayectoria, acabando con un récord de 47-35, siendo campeones de la Conferencia Oeste y llegando a la final, la cual perdieron 4-3 contra los Washington Bullets, después de ir ganando por 3-2. Al año siguiente, y tras conseguir mantener la plantilla intacta de la temporada anterior, llegó por fin la gloria, al ganar en la final de conferencia a los Suns, y derrotar a los Bullets en la final por 4 victorias a 1, consiguiendo su hasta ahora único título de Campeón de la NBA. En el equipo destacaban Dennis Johnson y Paul Silas, entre otros grandes jugadores.

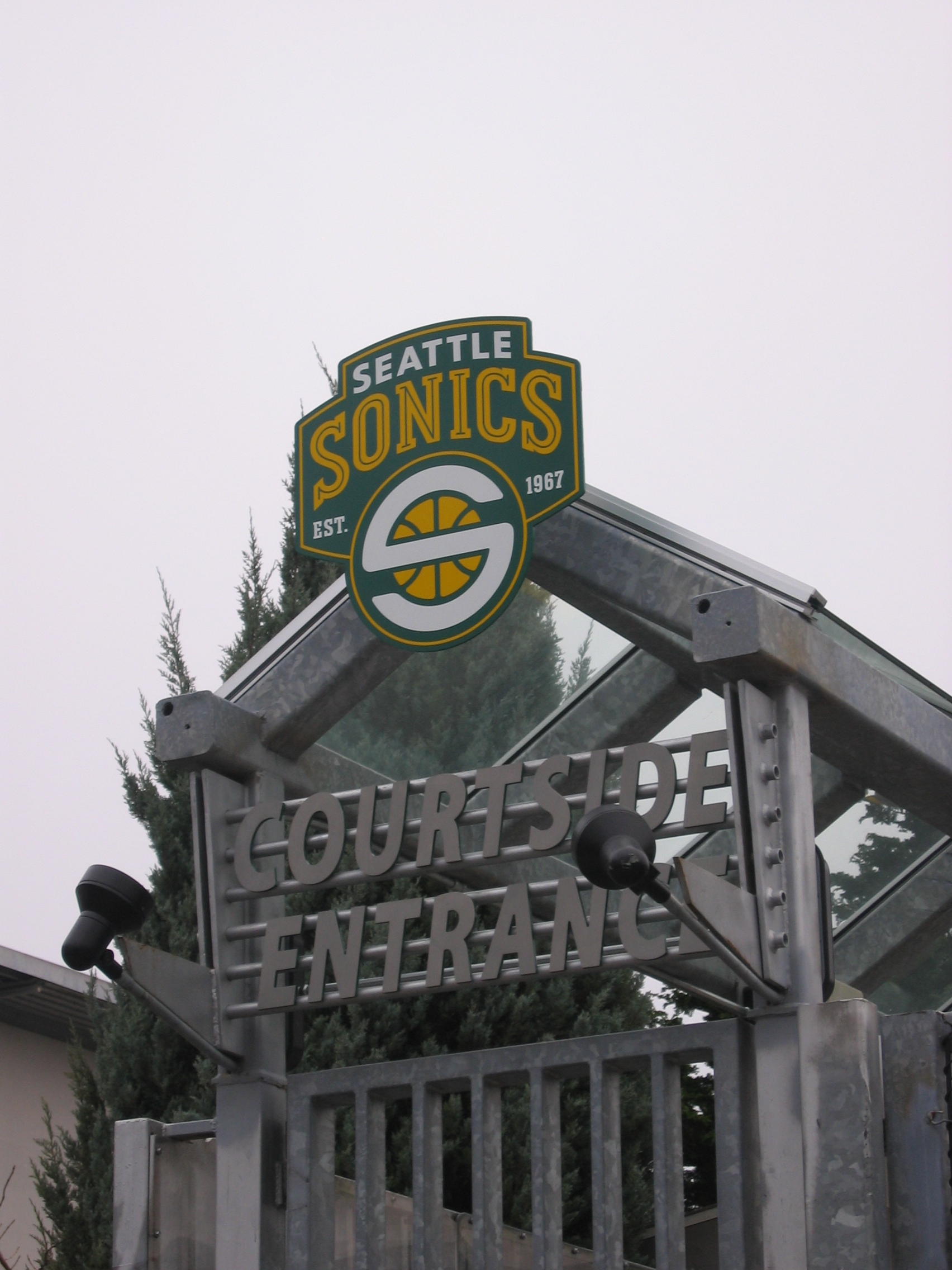
Entrada al KeyArena.

### Los años 1980
En la temporada 1979-80, los Sonics acabaron en la segunda posición de la División Pacífico, detrás de los Lakers, con un récord de 56 victorias por 26 derrotas. Fred Brown consiguió ser el mejor anotador de la liga de tres puntos, Jack Sikma jugó su segundo de 7 All-Star Game con Seattle, Gus Williams y Dennis Johnson fueron elegidos en el segundo mejor equipo de la liga, y este último fue también incluido en el mejor quinteto defensivo por segundo año consecutivo. Llegaron por tercer año seguido a las finales de la Conferencia Oeste, pero fueron derrotados por los Lakers en 5 partidos. Fue la última temporada que Johnson y Williams jugaron juntos, ya que el primero fue traspasado a Phoenix Suns y el segundo dejó el equipo tras una disputa contractual. Como resultado de ello, en su siguiente temporada los Sonics cayeron al último lugar de su división, con una marca de 34-48. Williams regresó al año siguiente, y durante las dos temporadas posteriores, los números del equipo mejoraron ostensiblemente.
En octubre de 1983 el equipo es vendido a Barry Ackerley, iniciando en ese momento un periodo de declive y mediocridad en la franquicia. En 1984 Fred Brown se retira, tras 13 temporadas jugando en el equipo. En reconocimiento a su labor, su camiseta fue retirada en 1986. Lenny Wilkens dejó el equipo en 1985, y, tras el traspaso de Jack Sikma, todos los resquicios del equipo campeón de 1979 habían desaparecido.
De la segunda parte de la década de los 80 cabe destacar a Tom Chambers, que fue MVP del All Star del 87, la aparición por sorpresa en las finales de la Conferencia Oeste ese mismo año, y el trío mágico que formaron el mencionado Chambers, Xavier McDaniel y Dale Ellis, los cuales en la temporada siguiente promediaron más de 20 puntos cada uno.

### 1990-2003: La era de Gary Payton

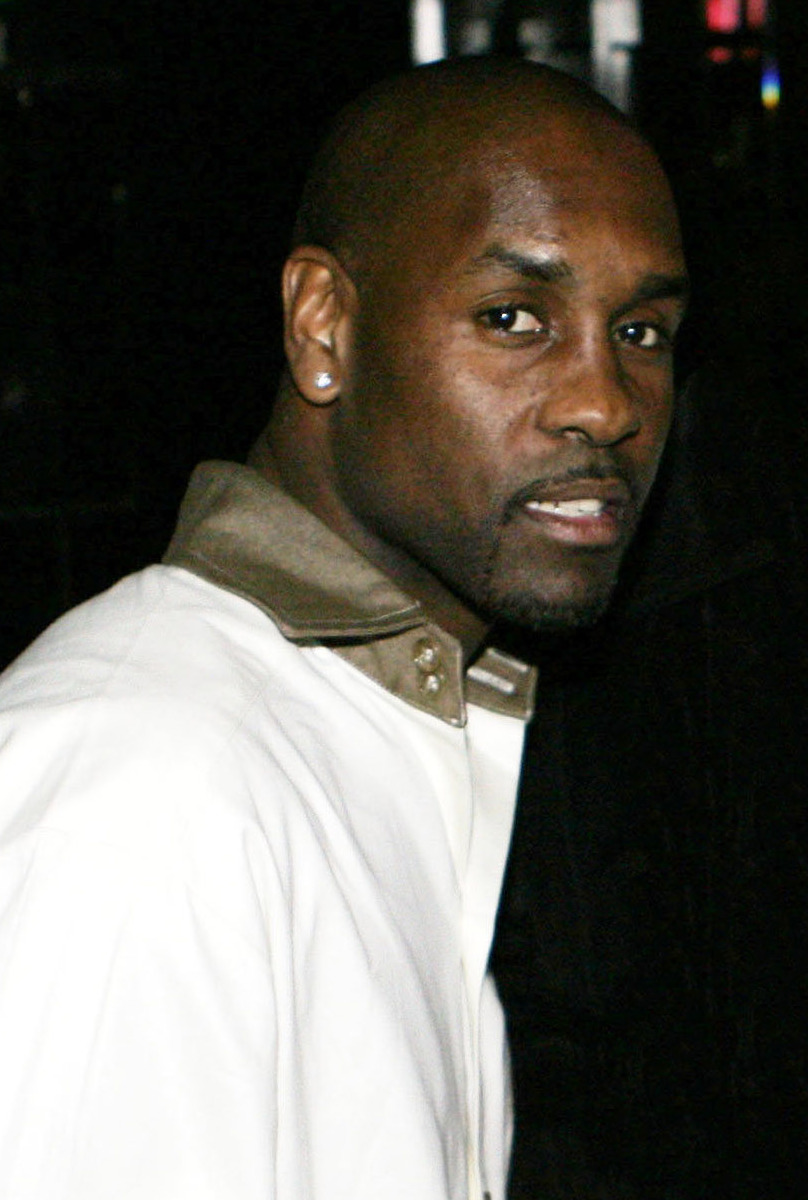
Gary Payton lideró a los Sonics a las finales de 1996.

Los Sonics recompusieron su equipo, gracias a las elecciones en el Draft de 1989 del alero Shawn Kemp y del base Gary Payton en el de 1990, además del traspaso a otros equipos de Xavier McDaniel y Dale Ellis. Pero su verdadero retorno a la competitividad se produjo cuando George Karl llegó al banquillo en 1992. Con la mejora de ambos jugadores consiguieron en la temporada 1992-93 un excelente récord de 55 victorias por tan solo 27 derrotas, llegando a las finales de conferencia, donde cayeron en el séptimo y definitivo partido contra los Phoenix Suns.
Al año siguiente obtuvieron el mejor récord de toda la liga en la temporada regular, ganando 63 partidos, pero sufrieron la humillación de caer en la primera ronda de playoffs contra los Denver Nuggets, siendo la primera vez en la historia que el equipo número uno cae en dicha ronda contra el clasificado en octavo lugar. En la 1994-95, los Sonics tuvieron un buen desempeño, finalizando segundos de conferencia, pero siendo eliminados por Los Angeles Lakers en primera ronda. Quizás la mejor plantilla en la historia de la franquicia la tuvieron en la temporada 1995-96, cuando lograron juntar a los mencionados Kemp y Payton con el poderoso alero alemán Detlef Schrempf, el base Nate McMillan y el pívot Sam Perkins, pero, tras llegar a la final de la NBA, cayeron 4-2 frente a los poderosos Chicago Bulls, liderados por el que muchos consideran mejor jugador de la historia, Michael Jordan.
Durante dos años más siguieron dominando la Conferencia Oeste, pero el equipo entró de nuevo en declive tras la retirada de su especialista defensivo Nate McMillan al final de la temporada 1997-98. También debido a disconfirmades, George Karl abandonó su puesto de entrenador, siendo reemplazado por el exjugador de los Sonics, Paul Westphal.

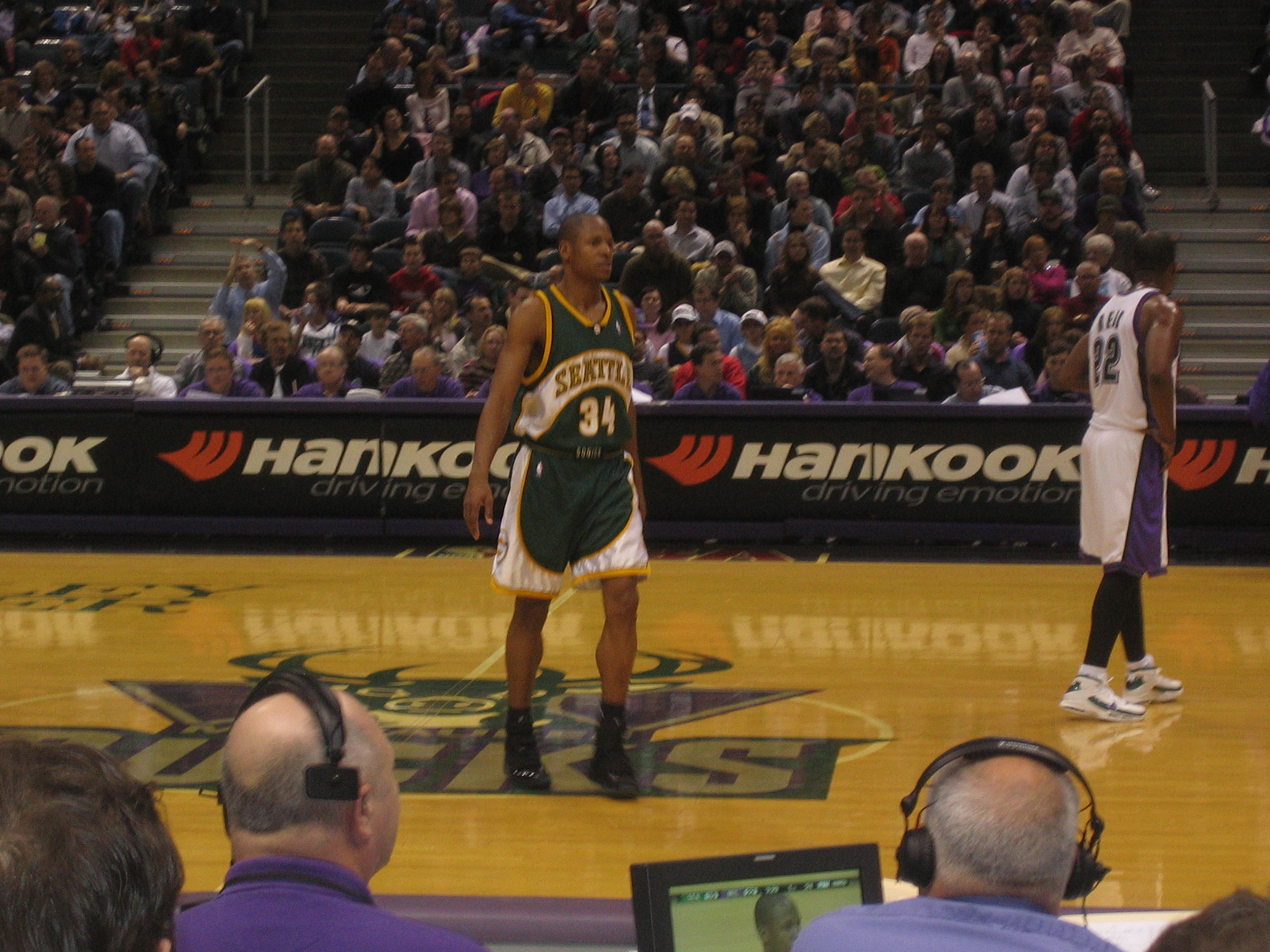
Ray Allen fue la última gran estrella de los Sonics

Para la temporada 2000-01, los Sonics adquirieron al mítico pívot Patrick Ewing procedente de los New York Knicks en un traspaso a tres bandas a cambio de varios jugadores y una ronda de draft, en el cual escogieron a Desmond Mason. Tras un mal inicio de temporada (6-9), el entrenador Paul Westphal fue despedido, siendo reemplazado por Nate McMillan. Con este los resultados mejoraron, pero fueron insuficientes para clasificarse para playoffs, terminando con un 44-38. Pese a la mediocre temporada, Gary Payton cuajó un gran rendimiento, si bien Ewing abandonó el equipo rumbo a Orlando Magic.
Para la 2001-02, los Sonics tuvieron un desempeño similar, finalizando la temporada 45-37, pero consiguiendo el acceso a los playoffs como séptimos de la Conferencia Oeste. Se enfrentarían a los San Antonio Spurs en primera ronda, siendo eliminados por 2-3 en una serie a cinco partidos. Gary Payton volvió a destacar por su gran rendimiento, mientras que en esa temporada, el joven Desmond Mason se convirtió en uno de los pilares del conjunto de McMillan. El pívot Vin Baker, que llevaba cinco temporadas en la franquicia, fue traspasado a Boston Celtics por Kenny Anderson, Vitali Potapenko y Joseph Forte.

### 2003-2007: La era de Ray Allen
Para la 2002-03, los Sonics cuajaron un irregular inicio de temporada, combinando rachas de victorias y derrotas. Gary Payton, enfrentado con Howard Schultz, el dueño de la franquicia, fue suspendido por no acudir a los entrenamientos. En marzo de 2003, Payton fue finalmente traspasado, junto a Desmond Mason, a los Milwaukee Bucks a cambio del All-Star Ray Allen. De esa manera, el que había sido el pilar de los Sonics de los 90 era traspasado y a cambio recalaba el que sería, a la postre, la última estrella del conjunto de Seattle. La temporada finalizó con un mediocre global de 40-42 y fuera de los playoffs.
Para la 2003-04, los Sonics seleccionaban en el draft a Luke Ridnour, Nick Collison y Willie Green. Asimismo, firmaban libre a Antonio Daniels. Pese a un inicio prometedor (5-1) y una racha de siete victorias en marzo, los Sonics quedaron fuera de los playoffs con un récord de 37-45. Lo más positivo de la temporada fue el desempeño de Ray Allen, elegido para el All-Star por cuarta vez consecutiva. Al finalizar la temporada, Brent Barry firmaba libre por los San Antonio Spurs.
La 2004-05 sería la última gran temporada en la historia de los SuperSonics. Tuvieron un gran inicio de temporada, con 17 victorias en los primeros 20 partidos. Ray Allen y Rashard Lewis destacaron como los mejores jugadores del equipo, participando ambos en el All-Star de 2005. Pese a sufrir ocho derrotas en los últimos diez partidos, los Sonics se proclamaron campeones de la División Noroeste y clasificándose para playoffs con un récord de 52-30 y como terceros de la Conferencia Oeste. En la primera ronda derrotaron a Sacramento Kings por 4-1 con un desempeño brutal de Ray Allen. En Semifinales de Conferencia caerían derrotados ante San Antonio Spurs por 4-2 tras una disputada eliminatoria.
En la temporada 2005-06, tras 15 años en la franquicia, McMillan abandonó el equipo rumbo a Portland Trail Blazers. Bob Weiss le reemplazó como entrenador, pero tras un mal inicio con un global de 13-17, fue despedido, siendo sustituido por Bob Hill. La temporada resultó un fracaso, sobre todo en comparación con la anterior, acabando con un récord negativo de 35-47 y fuera de los playoffs.
La temporada 2006-07 supuso la continuación de Bob Hill en el banquillo, pero los resultados fueron igualmente negativos. Tras un resultado de 31-51 y en penúltima posición en la Conferencia Oeste, Ray Allen fue traspasado a Boston Celtics y Rashard Lewis a Orlando Magic, de esa manera, se marcharon los dos mejores jugadores de la franquicia y los SuperSonics afrontaban su última temporada con un equipo en reconstrucción.

### 2007-2008: Adiós a los Sonics
Para la Temporada 2007-08, Ray Allen, estrella de los Sonics, fue transferido a Boston Celtics por una segunda ronda de draft, los derechos sobre Jeff Green y los jugadores Delonte West y Wally Szczerbiak. Por otra parte, Orlando Magic se hizo con Rashard Lewis mediante sign & trade.
El equipo afrontó una reestructuración técnica completa. El presidente de operaciones Lenny Wilkens nombró como mánager a Rick Sund, quien fue reemplazado por Sam Presti, mientras que el entrenador Bob Hill fue destituido y reemplazado por P.J. Carlesimo, el cual había sido asistente en los San Antonio Spurs de Gregg Popovich. Presti sería el encargado de gestionar el traspaso de Ray Allen a los Celtics, así como el de Kurt Thomas.
En el draft de 2007, los Sonics escogieron a Kevin Durant con el número dos y en la segunda ronda de draft a Carl Landry y Glen Davis, los cuales fueron inmediatamente traspasados.
Al iniciarse la temporada, los debut de Durant y Jeff Green fueron puestos en duda debido a que los dos arrastraban lesiones. Desde el inicio las posibilidades de los SuperSonics de quedarse en Seattle se redujeron cuando el propietario Clay Bennett afirmó su deseo de trasladar la franquicia a Oklahoma City. Mientras tanto, los Sonics tenían el peor inicio de su historia con ocho derrotas consecutivas. La primera victoria no llegaría hasta el 14 de noviembre, cuando derrotaron a Miami Heat. En diciembre los resultados mejoraron pese a que jugadores importantes como Delonte West, Luke Ridnour o Kurt Thomas sufrieron lesiones.
A mediados de temporada, el rendimiento de Durant y Jeff Green les permitió acudir al partido de novatos del All-Star. En ese período, los Sonics traspasaron a Kurt Thomas a los San Antonio Spurs a cambio de Brent Barry, Francisco Elson y una segunda ronda de draft de 2009. A su vez, enviaron a Wally Szczerbiak y Delonte West a Cleveland Cavaliers. Marzo se finalizó con el peor récord de la historia de la franquicia, a la vez que sufrían la derrota más abultada de su historia ante Denver Nuggets. El equipo comenzó a sufrir lesiones que aquejaron a jugadores como Mickaël Gelabale, Chris Wilcox, Nick Collison y Francisco Elson. La temporada se finalizaría con un global de 20-62, el peor de la historia de la franquicia y últimos de la Conferencia Oeste.

## Futuro
Para Seattle y sus habitantes ha sido un mal trago la marcha del equipo, y son ya muchos los que están trabajando para que la NBA regrese a la ciudad del estado de Washington. Tanto es así que el ayuntamiento se reservó el nombre de "Supersonics" por si en un futuro la ciudad del noroeste de Estados Unidos volvía a la NBA.
Durante enero y febrero de 2012, la alcaldía estuvo negociando con varias franquicias para traer la NBA de vuelta a Seattle y en junio del mismo año el comisionado de la NBA, David Stern, se refirió a dicha posibilidad Archivado el 2 de agosto de 2012 en Wayback Machine. como algo más que un mero rumor.

### Chris Hansen
El 9 de enero de 2013, Chris Hansen, un empresario nativo de Seattle, compró la franquicia de los Sacramento Kings por 500 millones de dólares con el objetivo de llevársela a Seattle y con ello recuperar a los Seattle Supersonics.

## Trayectoria
Nota: G: Partidos ganados P:Partidos perdidos %:porcentaje de victorias
| Temporada           | G    | P    | %    | Play-offs                                                                                      | Resultados                                                                                 |
| ------------------- | ---- | ---- | ---- | ---------------------------------------------------------------------------------------------- | ------------------------------------------------------------------------------------------ |
| Seattle SuperSonics |      |      |      |                                                                                                |                                                                                            |
| 1967-68             | 23   | 59   | .280 |                                                                                                |                                                                                            |
| 1968-69             | 30   | 52   | .366 |                                                                                                |                                                                                            |
| 1969-70             | 36   | 46   | .439 |                                                                                                |                                                                                            |
| 1970-71             | 38   | 44   | .463 |                                                                                                |                                                                                            |
| 1971-72             | 47   | 35   | .573 |                                                                                                |                                                                                            |
| 1972-73             | 26   | 56   | .317 |                                                                                                |                                                                                            |
| 1973-74             | 36   | 46   | .439 |                                                                                                |                                                                                            |
| 1974-75             | 43   | 39   | .524 | Ganan en 1.ª ronda Pierden semifinal de Conferencia                                            | Seattle 2, Detroit 1 Golden State 4, Seattle 2                                             |
| 1975-76             | 43   | 39   | .524 | Pierden semifinal de Conferencia                                                               | Phoenix 4, Seattle 2                                                                       |
| 1976-77             | 40   | 42   | .488 |                                                                                                |                                                                                            |
| 1977-78             | 47   | 35   | .573 | Ganan en 1.ª ronda Ganan semifinal de Conferencia Ganan Final de Conferencia Pierden Final NBA | Seattle 2, Los Ángeles 1 Seattle 4, Portland 2 Seattle 4, Denver 2 Washington 4, Seattle 3 |
| 1978-79             | 52   | 30   | .634 | Ganan semifinal de Conferencia Ganan Final de Conferencia Ganan Final NBA                      | Seattle 4, Los Ángeles 1 Seattle 4, Phoenix 3 Seattle 4, Washington 1                      |
| 1979-80             | 56   | 26   | .683 | Ganan en 1.ª ronda Ganan semifinal de Conferencia Pierden Final de Conferencia                 | Seattle 2, Portland 1 Seattle 4, Milwaukee 3 Los Ángeles 4, Seattle 1                      |
| 1980-81             | 34   | 48   | .415 |                                                                                                |                                                                                            |
| 1981-82             | 52   | 30   | .634 | Ganan en 1.ª ronda Pierden semifinal de Conferencia                                            | Seattle 2, Houston 1 San Antonio 4, Seattle 1                                              |
| 1982-83             | 48   | 34   | .585 | Pierden en 1.ª ronda                                                                           | Portland 2, Seattle 0                                                                      |
| 1983-84             | 42   | 40   | .512 | Pierden en 1.ª ronda                                                                           | Dallas 3, Seattle 2                                                                        |
| 1984-85             | 31   | 51   | .378 |                                                                                                |                                                                                            |
| 1985-86             | 31   | 51   | .378 |                                                                                                |                                                                                            |
| 1986-87             | 39   | 43   | .476 | Ganan en 1.ª ronda Ganan semifinal de Conferencia Pierden Final de Conferencia                 | Seattle 3, Dallas 1 Seattle 4, Houston 2 Los Ángeles 4, Seattle 1                          |
| 1987-88             | 44   | 38   | .537 | Pierden en 1.ª ronda                                                                           | Denver 3, Seattle 2                                                                        |
| 1988-89             | 47   | 35   | .573 | Ganan en 1.ª ronda Pierden semifinal de Conferencia                                            | Seattle 3, Houston 1 Los Ángeles 4, Seattle 0                                              |
| 1989-90             | 41   | 41   | .500 |                                                                                                |                                                                                            |
| 1990-91             | 41   | 41   | .500 | Pierden en 1.ª ronda                                                                           | Portland 3, Seattle 2                                                                      |
| 1991-92             | 47   | 35   | .573 | Ganan en 1.ª ronda Pierden semifinal de Conferencia                                            | Seattle 3, Golden State 1 Utah 4, Seattle 1                                                |
| 1992-93             | 55   | 27   | .671 | Ganan en 1.ª ronda Ganan semifinal de Conferencia Pierden Final de Conferencia                 | Seattle 3, Utah 2 Seattle 4, Houston 3 Phoenix 4, Seattle 3                                |
| 1993-94             | 63   | 19   | .768 | Pierden en 1.ª ronda                                                                           | Denver 3, Seattle 2                                                                        |
| 1994-95             | 57   | 25   | .695 | Pierden en 1.ª ronda                                                                           | L.A. Lakers 3, Seattle 1                                                                   |
| 1995-96             | 64   | 18   | .780 | Ganan en 1.ª ronda Ganan semifinal de Conferencia Ganan Final de conferencia Pierden Final NBA | Seattle 3, Sacramento 1 Seattle 4, Houston 0 Seattle 4, Utah 3 Chicago 4, Seattle 2        |
| 1996-97             | 57   | 25   | .695 | Ganan en 1.ª ronda Pierden semifinal de Conferencia                                            | Seattle 3, Phoenix 2 Houston 4, Seattle 3                                                  |
| 1997-98             | 61   | 21   | .744 | Ganan en 1.ª ronda Pierden semifinal de Conferencia                                            | Seattle 3, Minnesota 2 L.A. Lakers 4, Seattle 1                                            |
| 1998-99             | 25   | 25   | .500 |                                                                                                |                                                                                            |
| 1999-2000           | 45   | 37   | .549 | Pierden en 1.ª ronda                                                                           | Utah 3, Seattle 2                                                                          |
| 2000-01             | 44   | 38   | .537 |                                                                                                |                                                                                            |
| 2001-02             | 45   | 37   | .549 | Pierden en 1.ª ronda                                                                           | San Antonio 3, Seattle 2                                                                   |
| 2002-03             | 40   | 42   | .488 |                                                                                                |                                                                                            |
| 2003-04             | 37   | 45   | .451 |                                                                                                |                                                                                            |
| 2004-05             | 52   | 30   | .634 | Ganan en 1.ª ronda Pierden semifinal de Conferencia                                            | Seattle 4, Sacramento 1 San Antonio 4, Seattle 2                                           |
| 2005-06             | 35   | 47   | .427 |                                                                                                |                                                                                            |
| 2006-07             | 31   | 51   | .383 |                                                                                                |                                                                                            |
| 2007-08             | 20   | 62   | .244 |                                                                                                |                                                                                            |
| Totales             | 1746 | 1585 | .524 |                                                                                                |                                                                                            |
| Playoffs            | 109  | 109  | .500 | 1 Campeonato                                                                                   | 1 Campeonato                                                                               |

## Jugadores históricos

### Miembros delBasketball Hall of Fame
- Lenny Wilkens, incluido en el Salón de la Fama en 1989 como jugador, y en 1998 como entrenador.
- Gary Payton, incluido en el "Salón de la Fama" en 2013 como jugador
- Dennis Johnson, incluido en el "Salón de la Fama" en 2010 como jugador
- Ray Allen, incluido en el "Salón de la Fama" en 2018 como jugador
- Jack Sikma, incluido en el "Salón de la Fama" en 2019 como jugador

### Números retirados
La retirada de un número en un equipo de la NBA es el más alto honor con el que se puede distinguir a un jugador, entrenador, o incluso un ejecutivo. Estos dorsales ya no se podrán volver a utilizar por ningún otro jugador. Los números retirados por los Sonics son:
- 1 Gus Williams, Base, 1977–1984
- 10 Nate McMillan, Base, 1986–1998; Entrenador, 2000–2005
- 19 Lenny Wilkens, Base, 1968–1972; Entrenador, 1969–1972 y 1977–1985
- 24 Spencer Haywood, Alero, 1971–1975
- 32 Fred Brown, Base, 1971–1984
- 43 Jack Sikma, Pívot, 1977–1986

## Premios
| Mejor Defensor - Gary Payton - 1996 MVP de las Finales - Dennis Johnson - 1979 Ejecutivo del Año - Zollie Volchok - 1983 - Bob Whitsitt - 1994 Rookie del Año - Kevin Durant - 2008 Jugador Más Mejorado - Dale Ellis - 1987 Mejor Ciudadano - Slick Watts - 1976 MVP del All-Star Game - Lenny Wilkens - 1971 - Tom Chambers - 1987 | Mejor Quinteto de la Temporada - Spencer Haywood - 1972, 1973 - Gus Williams - 1982 - Gary Payton - 1998, 2000 Segundo Mejor Quinteto de la Temporada - Spencer Haywood - 1974, 1975 - Dennis Johnson - 1980 - Gus Williams - 1980 - Shawn Kemp - 1994, 1995, 1996 - Gary Payton - 1995, 1996, 1997, 1999, 2002 - Vin Baker - 1998 - Ray Allen - 2005 Tercer Mejor Quinteto de la Temporada - Dale Ellis - 1989 - Gary Payton - 1994, 2001 | Mejor Quinteto Defensivo - Slick Watts - 1976 - Dennis Johnson - 1979, 1980 - Gary Payton - 1994, 1995, 1996, 1997, 1998, 1999, 2000, 2001, 2002 Segundo Mejor Quinteto Defensivo - Lonnie Shelton - 1982 - Jack Sikma - 1982 - Danny Vranes - 1985 - Nate McMillan - 1994, 1995 Mejor Quinteto de Rookies - Al Tucker - 1968 - Bob Rule - 1968 - Art Harris - 1969 - Tom Burleson - 1975 - Jack Sikma - 1978 - Xavier McDaniel - 1986 - Derrick McKey - 1988 Segundo Mejor Quinteto de Rookies - Gary Payton - 1991 - Desmond Mason - 2001 - Vladimir Radmanović - 2002 |